# 소냐 클로퍼
소냐 클로퍼(영어: Sonya Klofer, 1934년 12월 26일 ~ )는 미국의 피겨 스케이팅 선수이자 코치이다. 그녀는 세계 선수권 대회에서 메달을 2번 (1951년 동메달, 1952년 은메달)획득했다.

## 개인 생활
클로퍼는 뉴욕에서 태어났고 소냐 헤니의 이름을 따서 명명되었다. 그녀는 두 아들이 있는 캐나다의 피겨 스케이팅 선수 피터 던필드와 결혼했다.

## 선수 경력
그녀는 생애 첫 세계 선수권 대회에 출전하기 위해 영국 웸블리로 보내졌고 5위를 했다. 1951년에 클로퍼는 전미국 선수권 대회에서 금메달을 획득했다. 클로퍼는 1951년 밀라노 세계 선수권 대회에서 동메달을 획득했다. 1952년 2월에 클로퍼는 오슬로 동계 올림픽에서 4위를 했다. 그녀의 마지막 무대는 1952년 파리 세계 선수권 대회였다. 그녀는 1952년에 은메달을 획득한후 현역에서 은퇴했다. 1960년대 초부터, 클로퍼는 뉴욕시 스카이 링크에서 자신의 남편과 함께 코치로 일했다. 링크장이 1983년에 폐쇄할때, 그들은 온타리오주 올리언스 글로스터 스케이팅 클럽으로 이주했다.

## 대회 성적
| Event            | 1950 | 1951 | 1952 |
| ---------------- | ---- | ---- | ---- |
| 동계 올림픽      |      |      | 4위  |
| 세계 선수권 대회 | 5위  | 3위  | 2위  |